# Tibor Badari
Tibor Badari (ur. 17 sierpnia 1948 w Mátészalka, zm. 9 października 2014 w Budapeszcie) – węgierski bokser, dwukrotny mistrz Europy.
Wystąpił w wadze muszej (do 51 kg) na igrzyskach olimpijskich w 1968 w Meksyku. Po wygraniu dwóch walk (w tym z przyszłym mistrzem olimpijskim z 1972 Orlando Martínezem z Kuby) przegrał w ćwierćfinale z Leo Rwabwogo z Ugandy.
Zwyciężył w kategorii koguciej (do 54 kg) na mistrzostwach Europy w 1971 w Madrycie. Wygrał m.in. z Aldo Cosentino z Francji, obrońcą tytułu Aurelem Dumitrescu z Rumunii i w finale z Aleksandrem Mielnikowem z ZSRR. Na pierwszych mistrzostwach świata w 1974 w Hawanie przegrał w ćwierćfinale wagi piórkowej (do 57 kg) z Kubańczykiem Mariano Álvarezem.
Zdobył złoty medal w wadze piórkowej na mistrzostwach Europy  w 1975 w Katowicach, wygrywając z Bratislavem Risticiem z Jugosławii w finale. Na igrzyskach olimpijskich w 1976 w Montrealu przegrał pierwszą walkę w wadze piórkowej.
Badari był mistrzem Węgier w wadze muszej w 1967 i 1968, w wadze koguciej w 1970 i 1971 oraz w wadze piórkowej w 1973, 1974, 1975 i 1976